# Preußische G 4.3
Die Güterzuglokomotiven der preußischen Gattung G 4.3 wurden zwischen 1903 und 1907 durch die Firma Union für die Preußischen Staatseisenbahnen hergestellt. Die mit dem Ziel der Verbesserung der Laufeigenschaften von dreifach gekuppelten Fahrzeugen entwickelte Lokomotive überzeugte zwar in ihren Fahreigenschaften, so dass die Höchstgeschwindigkeit auf 60 km/h festgesetzt werden konnte, war aber schon bald mit den immer größer werdenden Lasten überfordert. Sie wurden im gemischten Dienst und im Eilgüterzugdienst hauptsächlich in den östlichen Direktionen eingesetzt. Insgesamt wurden nur 63 Exemplare hergestellt, von denen im Umzeichnungsplan der Deutschen Reichsbahn für Länderbahnlokomotiven von 1923 noch 39 Lokomotiven als 53 296 und 297, sowie 53 301–337 aufgenommen waren. 1925 waren von der Reichsbahn noch 28 mit den Betriebsnummern 53 301–328 umgezeichnet worden. Sie wurden bis Ende der 1920er eingesetzt.
Durch Reparationsabgaben infolge des Ersten Weltkriegs gelangten zehn Maschinen zur PKP und wurden dort als Th4 geführt. Weitere fünf Lokomotiven kamen in die Freie Stadt Danzig.
Nach Beginn des Zweiten Weltkrieges kamen drei Lokomotiven aus Danzig als 53 7751–7753 in den Bestand der Reichsbahn.
Die Fahrzeuge waren mit einem Schlepptender der Bauart pr 3 T 10,5 oder pr 3 T 12 ausgestattet.